# Amaterasia amanoiwatoi
Amaterasia amanoiwatoi is een eenoogkreeftjessoort uit de familie van de Amaterasidae. De wetenschappelijke naam van de soort is voor het eerst geldig gepubliceerd in 2008 door Izawa.